# كاسانا
كاسانا (بالإنجليزية: Casanna)‏ هو أحد جبال سلسلة جبال الألب بليسور وجزء من القمة الأم فيسفلو يقع في كانتون غراوبوندن، سويسرا. يبلغ ارتفاع الجبل حوالي 2557 متر، بينما يبلغ ارتفاع نتوء الجبل 122 متر.